# Nîmes–Montpellier nagysebességű vasútvonal
A Nîmes–Montpellier nagysebességű vasútvonal egy kétvágányú, 25 kV 50 Hz-cel villamosított nagysebességű vasútvonal Franciaország déli részén, mely Gare de Nîmes - Manduel - Redessant köti össze Gare de Montpellier-Sud-de-France állomásokkal, miközben elkerüli Nîmes és Montpellier városokat. Nyugat felé a folytatása az LGV Méditerranée, Spanyolországban pedig a későbbiekben csatlakozni fog a LGV Perpignan–Figueres vonalhoz.

## A vonal
A vasútvonal megépítése révén létrejött a nagysebességű vasúti kapcsolat Spanyolország északi része, Dél-Franciaország és a Földközi-tenger partján fekvő nagyvárosok között. A vonalon vegyes személy-teherforgalom lesz kb. 60–80 km hosszan. Két új TGV állomást terveznek a vonalra, nem messze  Nîmes és Montpellier városoktól, mivel a jelenlegi állomások már nem bírnák el a TGV-k miatti megnövekedett forgalmat.
Az első tehervonat 2017. december 10-én, az első személyszállító vonat pedig 2018. június 7-én közlekedett a vonalon.

## Fontosabb állomások
A vasútvonalon két új állomást építettek, hogy ne terheljék tovább az érintett városok régi állomásait:
- Gare de Montpellier-Sud-de-France
- Gare de Nîmes - Manduel - Redessan[6]

## A project
A Déclaration d'utilité publique a tervet 2005-ben fogadta el. 2009 májusában az RFF-hez három ajánlat érkezett: a Bouygues, a Eiffage és a Vinci (construction) ajánlata - és arra számítottak, hogy az RFF 2011 végéig kiválasztja a végleges ajánlatot. Az építkezés várható befejeződése 2017 decembere volt, a vonal folytatása az LGV Perpignan–Figueres vonalig, nem várható, hogy elkészül 2030-ig. A tervek szerint az építkezés 30 ezer új munkahelyet hozott létre a térségben.

## Képek

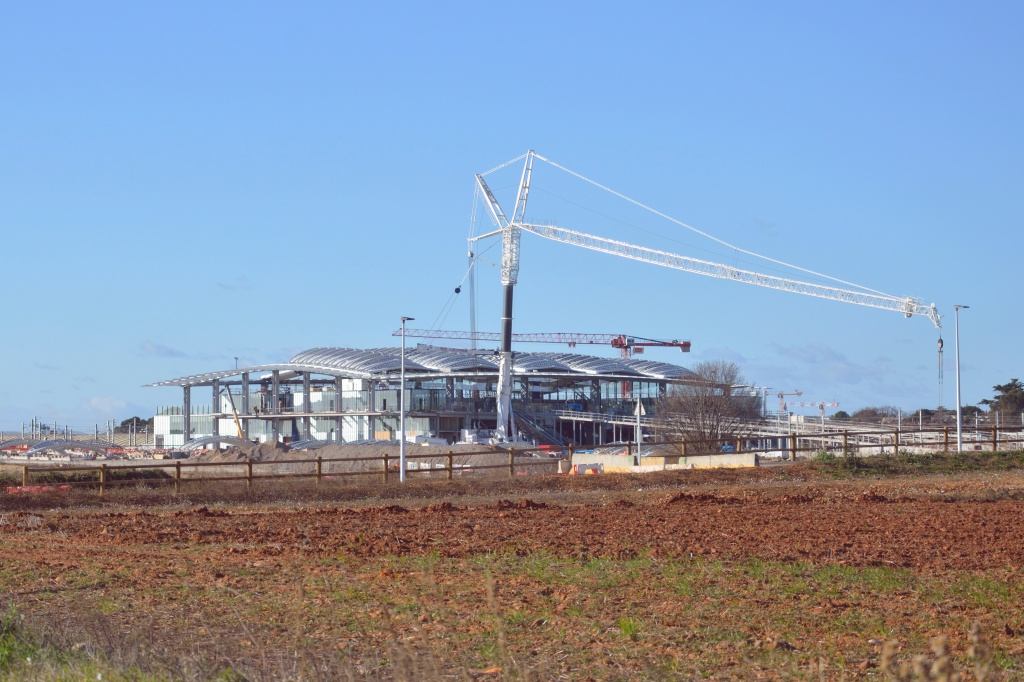
Az épülő Gare de Montpellier-Sud-de-France